# Match de football Brésil – France (1958)
Pour les articles homonymes, voir Match de football Brésil – France.
Le match de football opposant le Brésil à la France a lieu le 24 juin 1958 au Råsunda de Solna dans le cadre des demi-finales de la Coupe du monde 1958.

## Feuille de match
- Brésil -  France : 5-2 (2-1)
- Demi-finale de la Coupe du monde, joué le 24 juin 1958 au Råsunda de Solna, devant 27 100 spectateurs.
- Arbitre : Benjamin Griffiths  Pays de Galles
- Buts : Fontaine (9e), Piantoni (82e) pour la France | Vava (2e), Didi (39e), Pelé (52e), (64e), (75e) pour le Brésil

### Composition des équipes
Équipe de France (245e match)
- Claude Abbes - AS Saint-Étienne 6e sélection
- Raymond Kaelbel - AS Monaco 22e sélection
- André Lerond - Olympique lyonnais 9e sélection
- Armand Penverne - Stade de Reims 31e sélection
- Robert Jonquet - Stade de Reims 51e sélection (Capitaine)
- Jean-Jacques Marcel - Olympique de Marseille 29e sélection
- Maryan Wisnieski - RC Lens 14e sélection
- Raymond Kopa - Real Madrid  29e sélection
- Just Fontaine - Stade de Reims 10e sélection
- Roger Piantoni - Stade de Reims 30e sélection
- Jean Vincent - Stade de Reims 27e sélection

 Équipe du Brésil
- Gilmar - SC Corinthians
- Newton De Sordi - São Paulo FC
- Hideraldo Luis Bellini - CR Vasco da Gama (Capitaine)
- Orlando Peçanha - CR Vasco da Gama
- Nilton Santos - Botafogo FR
- Zito - Santos FC
- Didi - Botafogo FR
- Garrincha - Botafogo FR
- Vavá - CR Vasco da Gama
- Pelé - Santos FC
- Mário Zagallo - CR Flamengo

### Évolution du score
- Brésil 1-0  France : Vava (2e)
- Brésil 1-1  France : Fontaine (9e), tir croisé de 6 m après une passe de Kopa et une percée en diagonale.
- Brésil 2-1  France : Didi (39e)
- Brésil 3-1  France : Pelé (52e)
- Brésil 4-1  France : Pelé (64e)
- Brésil 5-1  France : Pelé (75e)
- Brésil 5-2  France : Piantoni (82e), tir croisé de 25 m, après un service de Kopa et un slalom.

## Compte rendu du match
Après seulement deux minutes, Vavá ouvre le score. Après l'égalisation de Just Fontaine (9e de ses 13 buts de la compétition), le capitaine et patron de la défense française Robert Jonquet se fracture le péroné à la demi-heure de jeu. Réduite à dix (pas de remplacement à cette époque), la France perd alors tout espoir de s'imposer. À 17 ans, Pelé inscrit un coup du chapeau.